# Wally Vernon
Wally Vernon (27 de mayo de 1905 – 7 de marzo de 1970) fue un actor cinematográfico y televisivo, bailarín y humorista de nacionalidad estadounidense.

## Biografía
Su verdadero nombre era Walter J. Vernon, y nació en la ciudad de Nueva York. Integrado en el mundo del espectáculo desde los tres años de edad, hizo su primera actuación en Hollywood en el año 1937 con Mountain Music. Un habitual intérprete de personajes de reparto y de carácter, Wally Vernon contribuyó al cine con más de setenta actuaciones (a menudo de serie B), las cuatro primeras estrenadas en 1937. Entre sus películas figuran westerns protagonizados por Donald Barry y producidos por Republic Pictures (como The Man from the Rio Grande, de Howard Bretherton, en 1944), y cortometrajes en los que actuaba junto a Eddie Quillan (como He Flew the Shrew, de Jules White, en 1951).
Como filmes notables, destacan el musical Alexander's Ragtime Band, de Henry King (1938, con Tyrone Power y Alice Faye), el film bélico de humor What Price Glory, de John Ford (1952, con James Cagney y Corinne Calvet) y la comedia What a Way to Go!, de J. Lee Thompson (con Shirley MacLaine y Paul Newman), su última cinta, estrenada en 1964.
Para la televisión, Wally Vernon participó en dieciséis producciones, las tres primeras en 1955. Destacan Mike Hammer (un episodio, 1958), Bat Masterson (un episodio, 1961) y Doctor Kildare, su última serie, en un episodio emitido en 1965. 
Wally Vernon falleció en 1970 en Van Nuys, California, como consecuencia de un accidente de tráfico en el que resultó atropellado. Fue enterrado en el Cementerio Forest Lawn Memorial Park, en Hollywood Hills.

## Selección de su filmografía

### Cine
- 1937: Mountain Music, de Robert Florey
- 1937: You Can't Have Everything, de Norman Taurog
- 1938: Happy Landing, de Roy Del Ruth
- 1938: Alexander's Ragtime Band, de Henry King
- 1938: Kentucky Moonshine, de David Butler
- 1939: The Gorilla, de Allan Dwan
- 1939: Broadway Serenade, de Robert Z. Leonard
- 1939: Charlie Chan at Treasure Island, de Norman Foster
- 1939: Tail Spin, de Roy Del Ruth
- 1940: Sailor's Lady, de Allan Dwan
- 1943: Black Hills Express, de John English
- 1943: Tahiti Honey, de John H. Auer
- 1943: The Man from the Rio Grande, de Howard Bretherton
- 1943: A Scream in the Dark, de George Sherman
- 1943: Reveille with Beverly, de Charles Barton
- 1944: Outlaws of Santa Fe, de Howard Bretherton
- 1944: Silver City Kid, de John English
- 1944: Stagecoach to Monterey, de Lesley Selander
- 1948: A-Hunting They Did Go, de Jules White (corto)
- 1948: He Walked by Night, de Alfred L. Werker
- 1948: Joe Palooka in Fighting Mad, de Reginald Le Borg
- 1948: King of the Gamblers, de George Blair
- 1949: Square Dance Jubilee, de Paul Landres
- 1949: Let Down Your Aerial, de Edward Bernds (corto)
- 1949: Always Leave Them Laughing, de Roy Del Ruth
- 1950: Beauty on Parade, de Lew Landers
- 1950: I Shot Billy the Kid, de William Berke
- 1951: He Flew the Shrew, de Jules White (corto)
- 1952: Bloodhounds of Broadway, de Harmon Jones
- 1952: What Price Glory, de John Ford
- 1953: Affair wiht a Stranger, de Roy Rowland
- 1955: Nobody's Home]', de Jules White (corto)
- 1956: The White Squaw, de Ray Nazarro
- 1964: What a Way to Go!, de J. Lee Thompson

### Televisión
- 1958: Mike Hammer
  - Temporada 1, episodio 19 Music to Die By, de Boris Sagal
- 1961: Bat Masterson
  - Temporada 3, episodio 18 The Prescott Campaign
- 1962: Los Intocables
  - Temporada 4, episodio 9 Come and Kill Me, de Robert Gist
- 1965: Doctor Kildare
  - Temporada 4, episodio 30 Believe and Live

## Galería fotográfica

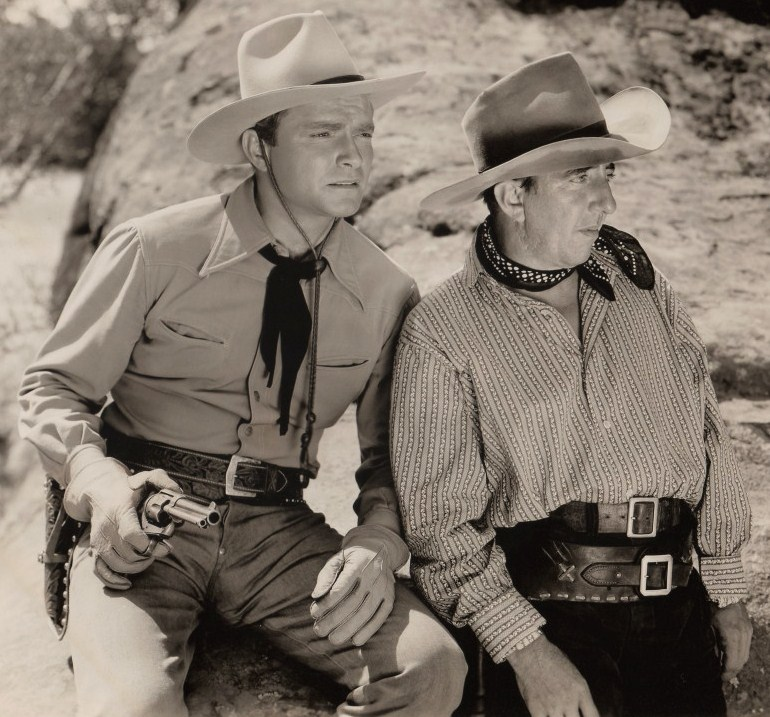
Con Donald Barry (izq.) en The Man from the Rio Grande (1943)
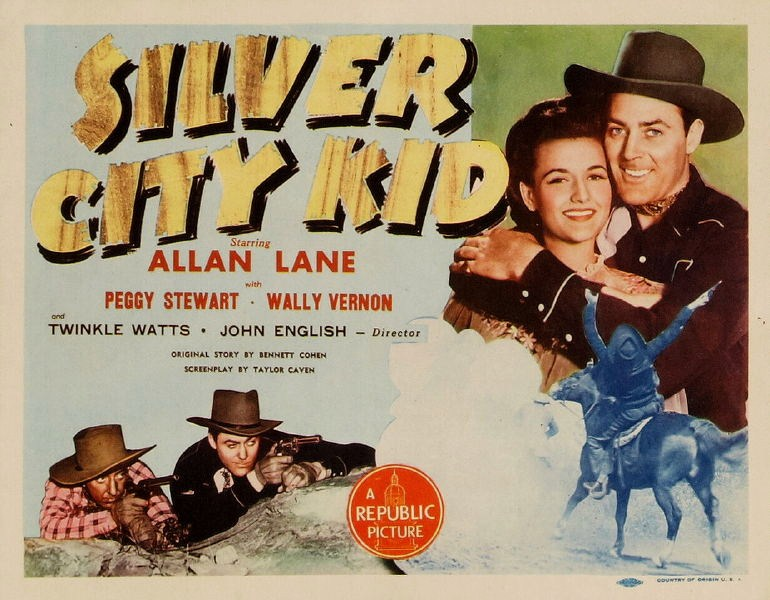
Póster de Silver City Kid (1944, con Allan Lane)
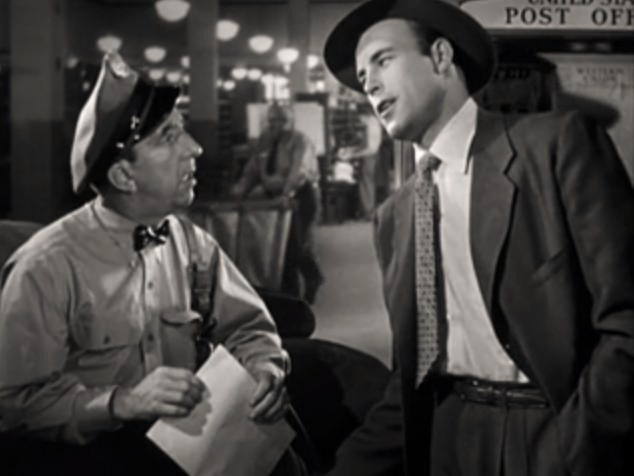
Con Scott Brady (der.) en He Walked by Night (1948)
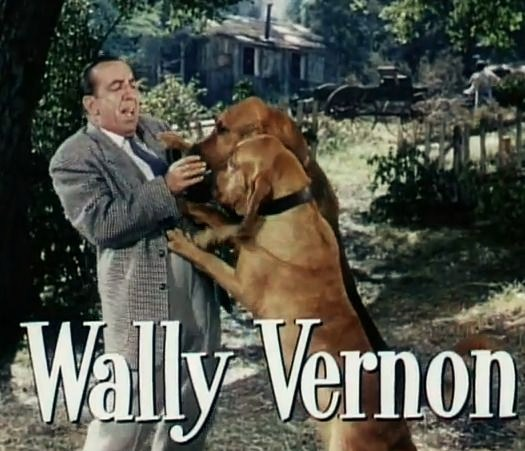
Wally Vernon en el trailer de Bloodhounds of Broadway (1952)